# Tommi Tuovila
Tommi Tuovila, född 8 juli 1971, är en finländsk bågskytt. Han deltog vid olympiska sommarspelen 1996.